# 基奥瓦 (科罗拉多州)
基奥瓦（英語：Kiowa），是美国科罗拉多州埃尔伯特县下属的一座城市。建市于1912年12月30日，面积大约为0.887平方英里（2.298平方公里）。根据2010年美国人口普查，该市有人口723人。2011年估计该市有人口726人，相比2010年人口增长率为0.41%。同时，论人口该市是科罗拉多州第168大城市。